# Amiga Unix
Az Amiga Unix (röviden Amix) az AT&T UNIX System V Release 4 (SVR4) operációs rendszer egy megszűnt teljes portja, amit a Commodore-Amiga, Inc. fejlesztett ki az Amiga számítógépcsaládhoz 1990-ben, mint alternatívát az alapértelmezett AmigaOS mellett.

## Áttekintés
Az Amix volt az első SVR4 port 68k architektúrára és az Amiga 2500UX, valamint az Amiga 3000UX modellekhez adták. Az A3000UX modell felkeltette a Sun Microsystems érdeklődését is, mint belépő szintű Unix munkaállomás, az üzletből azonban végül nem lett semmi.
Az Apple Computer System 7 operációs rendszerétől (illetve az A/UX-tól) eltérően az Amiga Unix nem tartalmaz kompatibilitási réteget az AmigaOS alkalmazásaihoz. Kevés natív alkalmazás állt rendelkezésre, mely kihasználta volna az Amiga multimédiás képességeit, így nem tudott magának a szoftver piaci részesedést kihasítani a korai 1990-es években a Unix munkaállomások piacából. Az A3000UX ára körülbelül 4.000 $ volt 1990-ben, ami más Unix munkaállomásokhoz képest nem volt túl vonzó, mint például a NeXTstation (5000 dollár az alaprendszer teljes API-val és sokkal több elérhető alkalmazással). A Sun, a HP és az IBM hasonló árú rendszereket kínáltak. Az A3000UX 68030 processzora jelentősen alulteljesített a RISC-alapú versenytársak többségéhez képest.
A kor tipikus Unix disztribúcióival ellentétben az Amix a platform- vagy gyártó-specifikus eszközmeghajtók (driverek), illetve bővítmények (tehát minden, ami nem AT&T tulajdonú) forráskódjait mellékelve tartalmazta, így a Commodore lehetővé tette a rendszer ezen részeinek továbbfejlesztését a felhasználók által. Azonban ezzel együtt sem minősült szabad szoftvernek. Az Amix ezen kívül magában foglalt több nyílt forráskódú komponenst is, például a GNU C Compilert vagy az X Window System-et, melyeknek mellékelték a forráskódját is.
A többi hasonló, kis piaci részesedést kivívó Unix-variációhoz hasonlóan az Amiga Unix is eltűnt a süllyesztőben, amikor az addigi kiadója, a Commodore csődbe ment. Manapság a MINIX, a NetBSD, illetve a Linux unix-szerű operációs rendszerek érhetők el Amiga-platformra.